# 福建省三明齿轮箱
福建省三明齿轮箱有限责任公司（简称福建省三明齿轮箱），龍溪股份旗下公司，总部位于中国福建省三明市，是在1966年由前身為福建省三明齿轮厂成立。
其主要業務生產和销售产品ZL40/50装载机齿轮、变速箱等各類樣式。